# ベン・マクレモア
ベン・エドワード・マクレモア3世  (Ben Edward McLemore Ⅲ, 1993年2月11日 - ）は、アメリカ合衆国ミズーリ州セントルイス出身のプロバスケットボール選手。

## 来歴

### NBAでのキャリア(2013-2022)

#### サクラメント・キングス(2013-2017)
カンザス大学で2年間プレーし、2年生時に平均16.3ポイントを記録したところで、2013年のNBAドラフトにアーリーエントリーを表明。全体7位でサクラメント・キングスに指名され、NBA入りした。ルーキーシーズンとなった2013-14シーズンは、全82試合にフル出場し、平均8.8ポイントを記録した。

#### メンフィス・グリズリーズ(2017-2018)
2017年夏はクオリファイング・オファーの提示を受けることも出来ず、7月2日にメンフィス・グリズリーズと2年1070万ドルの契約を結んだが、8月8日にロサンゼルスでトレーニング中に右足を負傷し、全治2~3ヶ月の重傷を負ったと報じられた。

#### キングスに復帰(2018-2019)
2018年7月17日、マクレモアはギャレット・テンプルと引き換えに2021年の2巡目指名権とデヨンタ・デイビスと共に、サクラメント・キングスに放出された。

#### ヒューストン・ロケッツ(2019-2021)
2019年7月23日、ヒューストン・ロケッツと契約した。
2021年4月3日、ロケッツから解雇された。

#### ロサンゼルス・レイカーズ(2021)
2021年4月7日、ロサンゼルス・レイカーズと2020-21シーズン終了までの契約を結んだ。

#### ポートランド・トレイルブレイザーズ(2021-2022)
2021年8月5日、ポートランド・トレイルブレイザーズと1年契約を結んだ。

### 国外でのキャリア(2023-)
2024年8月23日、BSLに所属するメルケゼフェンディ・ベレディイェ・デニズリ・バスケットへ加入すると発表された。

## 個人成績

### NBA

#### レギュラーシーズン
| シーズン | チーム   | GP  | GS  | MPG  | FG%  | 3P%  | FT%  | RPG | APG | SPG | BPG | PPG  |
| -------- | -------- | --- | --- | ---- | ---- | ---- | ---- | --- | --- | --- | --- | ---- |
| 2013–14  | SAC      | 82  | 55  | 26.7 | .376 | .320 | .804 | 2.9 | 1.0 | .5  | .2  | 8.8  |
| 2014–15  | SAC      | 82  | 82  | 32.6 | .437 | .358 | .813 | 2.9 | 1.7 | .9  | .2  | 12.1 |
| 2015–16  | SAC      | 68  | 53  | 21.2 | .429 | .362 | .718 | 2.2 | 1.2 | .8  | .1  | 7.8  |
| 2016–17  | SAC      | 61  | 26  | 19.3 | .430 | .382 | .753 | 2.1 | .8  | .5  | .1  | 8.1  |
| 2017–18  | MEM      | 56  | 17  | 19.5 | .421 | .346 | .828 | 2.5 | .9  | .7  | .3  | 7.5  |
| 2018–19  | SAC      | 19  | 0   | 8.3  | .391 | .415 | .667 | .9  | .2  | .3  | .1  | 3.9  |
| 2019–20  | HOU      | 71  | 23  | 22.8 | .444 | .400 | .746 | 2.2 | .8  | .6  | .2  | 10.1 |
| 2020–21  | HOU      | 32  | 4   | 16.8 | .357 | .331 | .719 | 2.1 | .9  | .6  | .1  | 7.4  |
| 2020–21  | LAL      | 21  | 1   | 17.5 | .390 | .368 | .762 | 1.6 | .5  | .1  | .3  | 8.0  |
| キャリア | キャリア | 492 | 261 | 22.9 | .416 | .363 | .776 | 2.4 | 1.0 | .6  | .2  | 8.9  |

#### プレーオフ
| シーズン | チーム   | GP | GS | MPG  | FG%  | 3P%  | FT%  | RPG | APG | SPG | BPG | PPG |
| -------- | -------- | -- | -- | ---- | ---- | ---- | ---- | --- | --- | --- | --- | --- |
| 2020     | HOU      | 11 | 0  | 11.8 | .375 | .389 | .000 | 1.0 | .5  | .4  | .0  | 4.0 |
| 2021     | LAL      | 4  | 0  | 9.0  | .222 | .333 | —    | 1.8 | .3  | .3  | .0  | 1.5 |
| キャリア | キャリア | 15 | 0  | 11.1 | .347 | .381 | —    | 1.2 | .5  | .3  | .0  | 3.3 |

### カレッジ
| シーズン | チーム       | GP | GS | MPG  | FG%  | 3P%  | FT%  | RPG | APG | SPG | BPG | PPG  |
| -------- | ------------ | -- | -- | ---- | ---- | ---- | ---- | --- | --- | --- | --- | ---- |
| 2012–13  | カンザス大学 | 37 | 36 | 32.2 | .495 | .420 | .870 | 5.2 | 2.0 | 1.0 | .7  | 15.9 |

## プレースタイル
カンザス大学時代はピュアシューターとして鳴らし、NBAスカウトや関係者からは「レイ・アレンの再来」と期待されているが、NBA入りしてからは、その自慢のシュート力を発揮出来ずに苦しんでいる。

## その他
- プロ入り当時の背番号は「16」を着用していたが、2014-15シーズン開幕前に、サクラメント・キングスがかつての名シューターペジャ・ストヤコビッチが着けていた同じ背番号の「16」を永久欠番に認定することになったために、同シーズンから大学時代に着用していた背番号「23」に変更している。